# Mitul Moroilor
Mitul Moroilor este un film românesc din 2015 regizat de Bogdan Matei. Rolurile principale au fost interpretate de actorii Andrada Marcu, Adrian Gore.

## Distribuție
Distribuția filmului este alcătuită din:
- Andrada Marcu
- Adrian Gore